# Ogden (Utah)
Ogden és una població dels Estats Units a l'estat de Utah. Segons el cens del 2008 tenia 82.865 habitants.

## Demografia
Segons el cens del 2000, Ogden tenia 77.226 habitants, 27.384 habitatges, i 18.402 famílies. La densitat de població era de 1.119,3 habitants per km².
Dels 27.384 habitatges en un 35,2% hi vivien nens de menys de 18 anys, en un 48,4% hi vivien parelles casades, en un 13,1% dones solteres, i en un 32,8% no eren unitats familiars. En el 26,2% dels habitatges hi vivien persones soles el 9,6% de les quals corresponia a persones de 65 anys o més que vivien soles. El nombre mitjà de persones vivint en cada habitatge era de 2,73 i el nombre mitjà de persones que vivien en cada família era de 3,32.
Per edats la població es repartia de la següent manera: un 28,8% tenia menys de 18 anys, un 14,6% entre 18 i 24, un 29% entre 25 i 44, un 16,3% de 45 a 60 i un 11,3% 65 anys o més.
L'edat mediana era de 29 anys. Per cada 100 dones de 18 o més anys hi havia 100,5 homes.
La renda mediana per habitatge era de 34.047 $ i la renda mediana per família de 38.950 $. Els homes tenien una renda mediana de 29.006 $ mentre que les dones 22.132 $. La renda per capita de la població era de 16.632 $. Entorn del 12,6% de les famílies i el 16,5% de la població estaven per davall del llindar de pobresa.

## Poblacions més properes
El següent diagrama mostra les poblacions més properes.